# کاتارینا تانتسر
کاتارینا تانتسر (آلمانی: Katharina Tanzer؛ زادهٔ ۲۶ ژوئیهٔ ۱۹۹۵) جودوکار زن اهل اتریش است.